# Лакшмі Баї
Лакшмі Баї (19 листопада 1828 — 18 червня 1858) — рані (княгиня) держави Джхансі, одна з військових лідерів повсталих сипаїв. Є національною героїнею Індії.

## Життєпис
Походила з брамінської родини. Донька Моропанта Тамбі, радника впливового маратха Чимнаджі Аппа, брата пешви Баджі Рао II. При народжені отримала ім'я Манікарніка. Отримала гарну освіту, володіла також зброєю, добре вправлялася з кіньми.
У 1842 році була видана заміж за Гангадара Рао Невалкару, магараджу Джхансі. При цьому змінила ім'я на Лакшмі Баї. Про її шлюбне життя замало відомостей. У 1851 році народила сина, який незабаром помер. Незабаром після цього Гангадар Рао склав заповіт, яким визнавав спадкоємцем трону свого небожа Дамодара Рао (його було всиновлено), а Лакшмі Баї ставала регентшею. Після смерті у 1853 році Гангадар Нао губернатор Індії Д.Делхузі на основі закона щодо наслідування (спадок передавався лише прямим родичам, а не всиновленим) оголосив про анексію князівства Джхансі. Лакшмі Баї намагалася відстоювати права Дамодара Рао, проте марно. Натомість Лакшмі Баї отримала щомісячну платню у 5 тисяч рупій.
З початком Сипайського повстання у 1857 році долучилася до повсталих у фортеці Джхансі, де протягом 8 діб тримала оборону проти англійців. Після цього втекла до Кампі, де приєдналася до одного з ватажків повстання Тант'я Топі. Після цього стає одним з військовиків повстання. 22 травня 1858 року звитяжила у битві при Гаулаулі. Брала участь у захоплені фортеці Гваліор. 17 червня того ж року загинула під час оборони Гваліора.